# Строчок осенний
Строчо́к осе́нний, или гироми́тра неприкоснове́нная (лат. Gyromítra ínfula) — вид грибов, входящий в род Строчок (Gyromitra) семейства Дисциновые (Discinaceae).

## Описание
Плодовые тела — апотеции в виде шляпки на ножке. Шляпка 2,5—10 см шириной, седловидной или неправильной формы, 2—4-лопастная, с подвёрнутым краем, прирастающим к ножке. Верхняя сторона (диск апотеция) красно-коричневая или тёмно-коричневая, морщинистая, редко почти гладкая; нижняя сторона более бледная, бархатистая. Мякоть сероватая, просвечивающая, тонкая. Ножка 2—6(10) см в высоту и 2—2,5(3) см толщиной, полая, тонкозернистая, беловатая, часто розовато-бежеватая.
Споры в массе белого цвета. Аски цилиндрической формы, 250—330×14—15 мкм, содержат 8 спор, каждая из которых одноклеточная, эллиптической формы, 18—24×7—10 мкм, неокрашенная, с двумя масляными каплями, с гладкими стенками. Парафизы цилиндрические, с септами, на концах булавовидно утолщены.

## Токсичность
Сведения о токсичности строчка осеннего (и других видов рода) весьма противоречивы. Часть российских источников относят его к условно-съедобным после предварительного отваривания грибам низкого качества. Зарубежные и некоторые российские источники причисляют его к сильно ядовитым видам, утверждая, что токсин гиромитрин, содержащийся в грибах в некотором количестве в связанном виде, не разрушается полностью даже при длительном кипячении.
По-видимому, причиной такому разногласию является существенное колебание содержание количества токсичных веществ, содержащихся в различных популяциях грибов.

### Сходные виды
- Gyromitra ambigua (P.Karst.) Harmaja, 1969 — отличается плодовыми телами меньших размеров с заметным фиолетовым оттенком, с более крупными спорами.

## Экология и ареал
Сапротроф, произрастает на почве и разлагающейся древесине лиственных и хвойных пород, осенью.
Широко распространён в Евразии и на севере Северной Америки.

## Синонимы
- Helvella infula Schaeff., 1774 : Fr., 1822basionym
- Helvella mitra Schaeff., 1774
- Helvella brunnea J.F. Gmel., 1792, nom. illeg.
- Helvella rhodopus Krombh., 1834
- Physomitra infula (Schaeff.) Boud., 1907
- Physomitra infula var. rhodopoda (Krombh.) Boud., 1907